# 辛宝忠
辛宝忠（1963年10月—），中国教育学学者，哈尔滨师范大学原党委书记。著有《韩国和中国高等教育制度比较研究》《IMF结构调整和教育》等书。

## 教育经历
1985年，哈尔滨师范大学政治系政治教育专业毕业。
国家公派留学韩国国立汉城大学（今首尔大学）教育系教育行政专业，研究生毕业，教育学博士。
哈尔滨工业大学管理科学与工程博士后。

## 工作经历
1984年3月，加入中国共产党，次年7月参加工作。
1985至2000年，依次担任哈尔滨师范大学学生工作部干事、科长、副处长、教育系党总支书记、副主任、副教授、教授。
2000至2014年，任黑龙江省教育厅副厅长。
2014年1月，任哈尔滨商业大学校长、党委副书记。
2017年9月至2022年4月，担任哈尔滨师范大学党委书记职务。

## 人物事件
2022年4月4日凌晨，其妻子杨薇在哈尔滨市道里区群力新城小区坠亡，辛宝忠为该案犯罪嫌疑人，于4月14日被批捕。
据《看中国》报道，其妻杨薇曾是已经在2019年落马的哈尔滨市政协主席姜国文的情人。